# 瀧田イサム
瀧田 イサム（たきた いさむ、瀧田勇、1964年8月8日 - ）は、日本のロックバンド・声優ユニット等に属するベーシスト・作曲家・編曲家。神奈川県横須賀市出身。血液型はB型。ミューズ音楽院卒。

## 経歴
中学2年生でベースを弾き始め、中学3年生でバンドを結成。高校では、後にUNITEDのリーダーを務めた横山明裕、元ZIGGYの山崎銀次等とロック部でバンド結成するが、ロックに興味を無くし、ジャズ喫茶での定期的な演奏にはまる。その後音楽学校でジャズ理論、作曲、ベース等勉強。この頃からフレットレス5弦ベースばかり使っていたという。
1995年「六三四Musashi」に加入、2003年にはArk Stormに加入、同バンドを2017年脱退。
元レイジーのベーシスト・田中宏幸のベースを見てベースをやろうと決めたという。
影響を受けたベーシストに、ビリー・シーン、ジャコ・パストリアス、ゲディー・リー、ジェフ・バーリン、ニール・マーレイ、スタンリー・クラークなどを挙げている。特にビリー、ジャコのプレイスタイルに強く影響を受けていると語っている。
2007年、瀧田の理想を追求したベースをArk Stormのギタリストである太田カツが愛用しているギターモデルで有名なコンバットで、「コンバット製6弦BASS　瀧田モデル」を誕生させた。AYAシリーズのひとつで、弦間ピッチが狭い特別仕様。
谷山紀章、飯塚昌明によるロックユニット「GRANRODEO」で楽曲制作・ライブ時のサポートメンバー、栗林みな実率いる「BASXI」やネオロマンスライブのバンド「BLOODY RUBY」、森久保祥太郎や神奈延年のサポートベース、高梨康治などが手掛ける劇伴のスタジオミュージシャンとしても活動。
2010年7月7日よりオフィシャル・ブログを開設。
2015年12月23日、「かねてからの夢であった」と語る、初のソロアルバム『Rising Moon』発売。
2016年2月、『Rising Moon Tour!! 2016』と題し、初のソロツアーをスタート。O.A.は同キングレコード所属の『RUNGAINA』。
2017年1月11日の韓国公演よりBABYMETALサポートバンドに加入。
2019年12月、レイジーのライブ『LAZY"宇宙船地球号"完全再現ライヴ!!』にサポートメンバーとして出演。　
2020年10月25日に自身二枚目のアルバムである『LOVE BASE』を発売。

## 使用ベース
- Combat 瀧田モデル（全て6弦）
  - 1号機：AYAシリーズ（メープル指板）
  - 2号機：AYAシリーズ（エボニー指板）→2016年1月フレットレスに改良。
  - 3号機：ボディカラーゴールド（エボニー指板）
  - 4号機：ボディカラーブラック（ハードメイプル指板）
- Washburn
  - XB-600（ナチュラルマットカラー）
  - XB-600フレットレス（ナチュラルマットカラー）
- Fender JAZZ BASS 1978年製 4弦（メイプル指板）
- Aria FEB-FL Acoustic 4弦（ローズウッド指板）

## ディスコグラフィ
| 発売日         | タイトル    | 規格品番  | 最高位 |
| -------------- | ----------- | --------- | ------ |
| 2015年12月24日 | RISING MOON | KICS-3330 | 128位  |
| 2020年10月25日 | LOVE BASE   | RMSR-001  |        |

## バンドサポートメンバー
- ドラム
  - 長井"VAL"一郎
- ギター
  - YU-ICHI
- キーボード
  - Mao

## 参照